# Tert-Butylmagnesiumbromid
tert-Butylmagnesiumbromid ist eine organische Verbindung aus der Gruppe der Grignard-Verbindungen.

## Herstellung
tert-Butylmagnesiumbromid kann durch Reaktion von tert-Butylbromid mit Magnesium gewonnen werden. Die Ausbeute an Grignard-Verbindung ist bei stärker verzweigten Edukten vergleichsweise schlecht und lag in einer Studie bei für tert-Butylmagnesiumbromid unter 21 %. tert-Butylmagnesiumchlorid kann demgegenüber in besseren Ausbeuten hergestellt werden.

## Reaktionen
Die Reaktion mit Monobromamin ergibt tert-Butylamin, die Ausbeute ist aber schlechter als mit tert-Butylmagnesiumchlorid. Das Gleiche gilt für die Reaktion mit Dibromamin, die ebenfalls tert-Butylamin und in geringen Mengen Di-tert-butylamin ergibt. tert-Butylmagnesiumbromid wurde zur Überführung von Alkinen in trans-1,2-dimetallierte Alkene getestet und lieferte gute Ausbeuten, aber geringe Stereoselektivität. Demgegenüber liefert Cyclopentylmagnesiumbromid gut Ausbeuten und Stereoselektivität.
tert-Butylmagnesiumbromid kann zusammen mit Magnesiumbromid als Initiator für Polymerisationen verwendet werden, beispielsweise zur Herstellung isotaktischer Polymere aus Methacrylaten. Beispielsweise wurde die Polymerisation von 2-Ethoxyethylmethacylat mit tert-Butylmagnesiumbromid als Starter untersucht.